# Maison des notaires de Richerenches
La Maison des notaires est un bâtiment du XVIIIe siècle, situé au centre de la commune de Richerenches, dans l'enclave des papes, jouxtant la commanderie templière du XIIe siècle.

## Historique
Comme la Commanderie de Richerenches, la maison des notaires fait l'objet d'un classement au titre des monuments historiques depuis le 28 décembre 1984.

## Son avenir
La maison des notaires va faire l'objet d'une campagne de rénovation, cofinancée par des dons fait auprès de la Fondation de France, en partenariat avec la municipalité. Elle consistera en la remise en état de la toiture et des murs extérieurs, ainsi que des parois internes, du sol de rez-de-chaussée, et des menuiseries. Après ces travaux, le projet prévoit l'installation au rez-de-chaussée du bâtiment, de la Maison de la Truffe de Richerenches.